# المادة 12 من دستور كوستاريكا

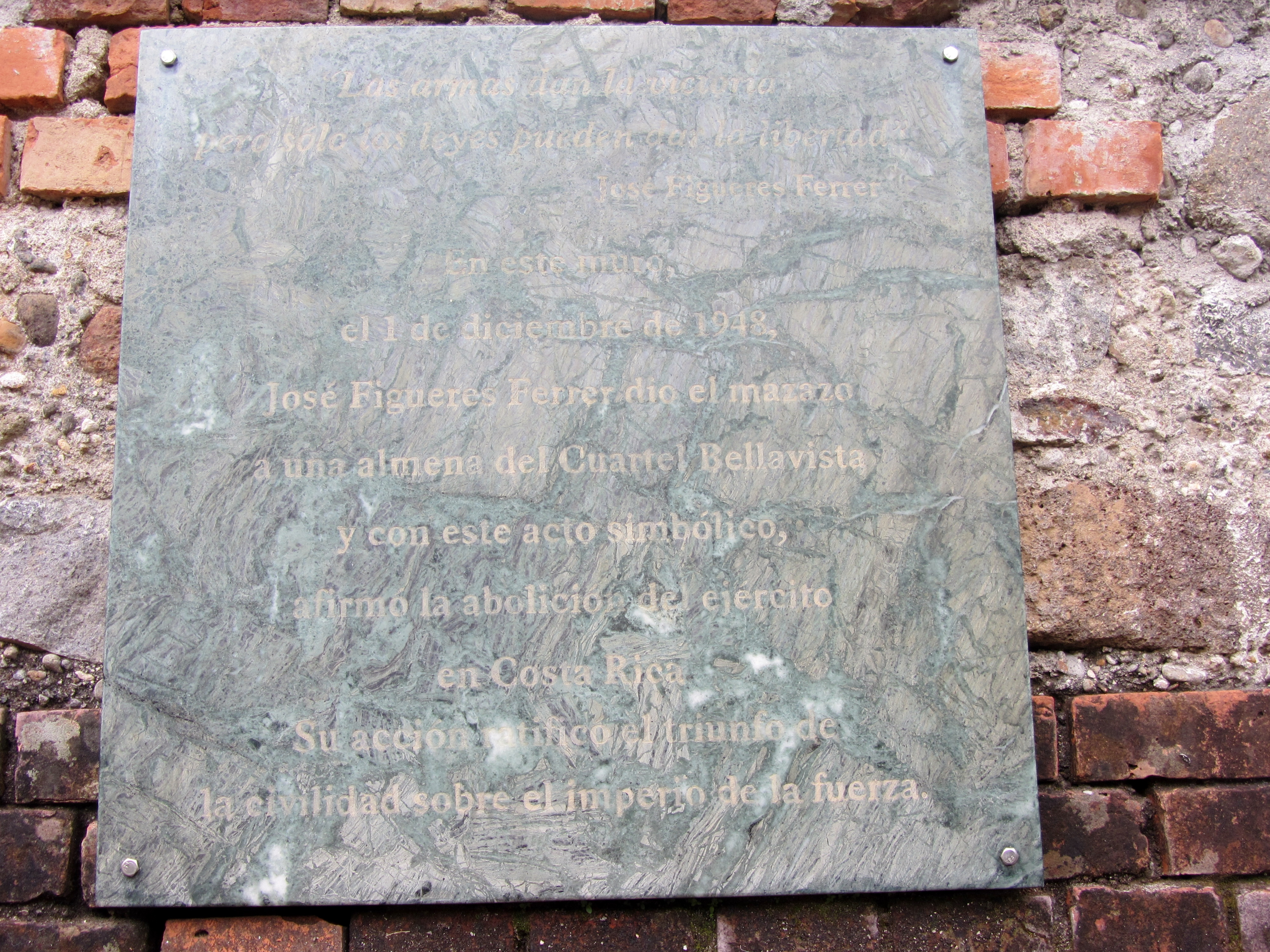

المادة 12 من دستور كوستاريكا تنص على إلغاء الجيش كمؤسسة دائمة،مما يجعل كوستاريكا من أوائل الدول التي تلغي الجيش،وواحدة من الدول القليلة التي ليست دولة صغيرة ليس لها قوات مسلحة،مثل بنما،فإن كوستاريكا لديها قدرات عسكرية محدودة مع قواتها العامة التي تقوم بمهام الشرطة والدفاع وشاركت في العمليات العسكرية منذ عام 1949،وعلى عكس الاعتقاد السائد، فإن المادة لا تلغي الجيش بشكل كامل، بل إنها تنص فقط على أن الجيش لا يمكن أن يكون منظمة دائمة  وتنص المادة على أن كوستاريكا قد تنشئ جيشًا للدفاع الوطني أو للتعاون الدولي، ولكنها توضح أيضًا أنه سيكون دائمًا خاضعًا للسلطة المدنية،ويتم الاحتفال بتاريخ إلغاء الجيش في كوستاريكا باعتباره عطلة وطنية.

## نص المقال
إذا تم حظر الجيش كمؤسسة دائمة. من أجل اليقظة والحفاظ على النظام العام، استخدموا قوات الشرطة الضرورية. منفردًا من أجل النقل القاري أو للدفاع الوطني، يمكنه تنظيم القوى العسكرية القوية؛ الأشخاص والآخرون يظلون خاضعين دائمًا للقدرة المدنية؛ لا يجوز لهم المداولة ولا إصدار بيانات أو تصريحات بشكل فردي أو جماعي
يُلغى الجيش كمؤسسة دائمة. وتُنشأ قوات الشرطة اللازمة للمراقبة وحفظ النظام العام. ولا يجوز تنظيم القوات العسكرية إلا بموجب اتفاقية قارية أو للدفاع الوطني؛ وفي كلتا الحالتين، تكون دائمًا تابعة للسلطة المدنية: ولا يجوز لها المداولة أو الإدلاء بتصريحات أو بيانات فردية أو جماعية.

## الخلفية التاريخية
تم إلغاء جيش كوستاريكا بعد فترة وجيزة من نهاية الحرب الأهلية الكوستاريكية عام 1948 بقرار من الجمعية التأسيسية وتم سن الدستور في 31 أكتوبر 1949،وتم نقل مقر جيش كوستاريكا،في العاصمة سان خوسيه،إلى جامعة كوستاريكا حيث يقع متحف كوستاريكا الوطني حاليًا،وعلى الرغم من إدعاء العديد من الشخصيات امتلاكهم للفكرة، إلا أن الفضل في إلغائها يعود عمومًا إلى الزعيم المنتصر في الحرب،خوسيه فيغيريس فيرير،وبينما يشير بعض النقاد إلى دوافعه على أنها محاولة لتجنب انقلاب وشيك والحقيقة أن كوستاريكا لم تشهد أي انقلاب منذ عام 1949، وهو أمر غير معتاد في المنطقة، فقد أُشير إلى أسباب أخرى، منها أن الجيش آنذاك كان يتألف في معظمه من مرتزقة أجانب من الفيلق الكاريبي، أو أنه كان قديم الطراز، وكان استخدامًا غير ضروري للموارد التي أُعيد توجيهها إلى التعليم والرعاية الصحية،وعلى الرغم من ذلك، فإن كوستاريكا بشكل عام تفتخر بهذا الحدث، كما أن البلاد تتمتع بثقافة راسخة مسالمة ومعادية للعسكرة .

## نقد
ينقسم الانتقادات الموجهة لهذه القضية عمومًا إلى معسكرين،من جهة، يشكك المنتقدون، ومعظمهم من اليسار، في فعالية هذا الإجراء، ويعتقدون أن إلغاء كوستاريكا للجيش كان شكليًا فقط، وأن كوستاريكا لا تزال تملك جيشًا زائفًا في القوات العامة، يزعمون أنه يُستخدم للقمع الداخلي،وكذلك في العمليات العسكرية المحلية والدولية بقيادة الولايات المتحدة،وتأتي الانتقادات المعاكسة في الغالب من الدوائر اليمينية المتطرفة التي تشكك في قرار عدم وجود جيش وتدعو إلى إعادة إنشائه.